# استرجاع المعلومات

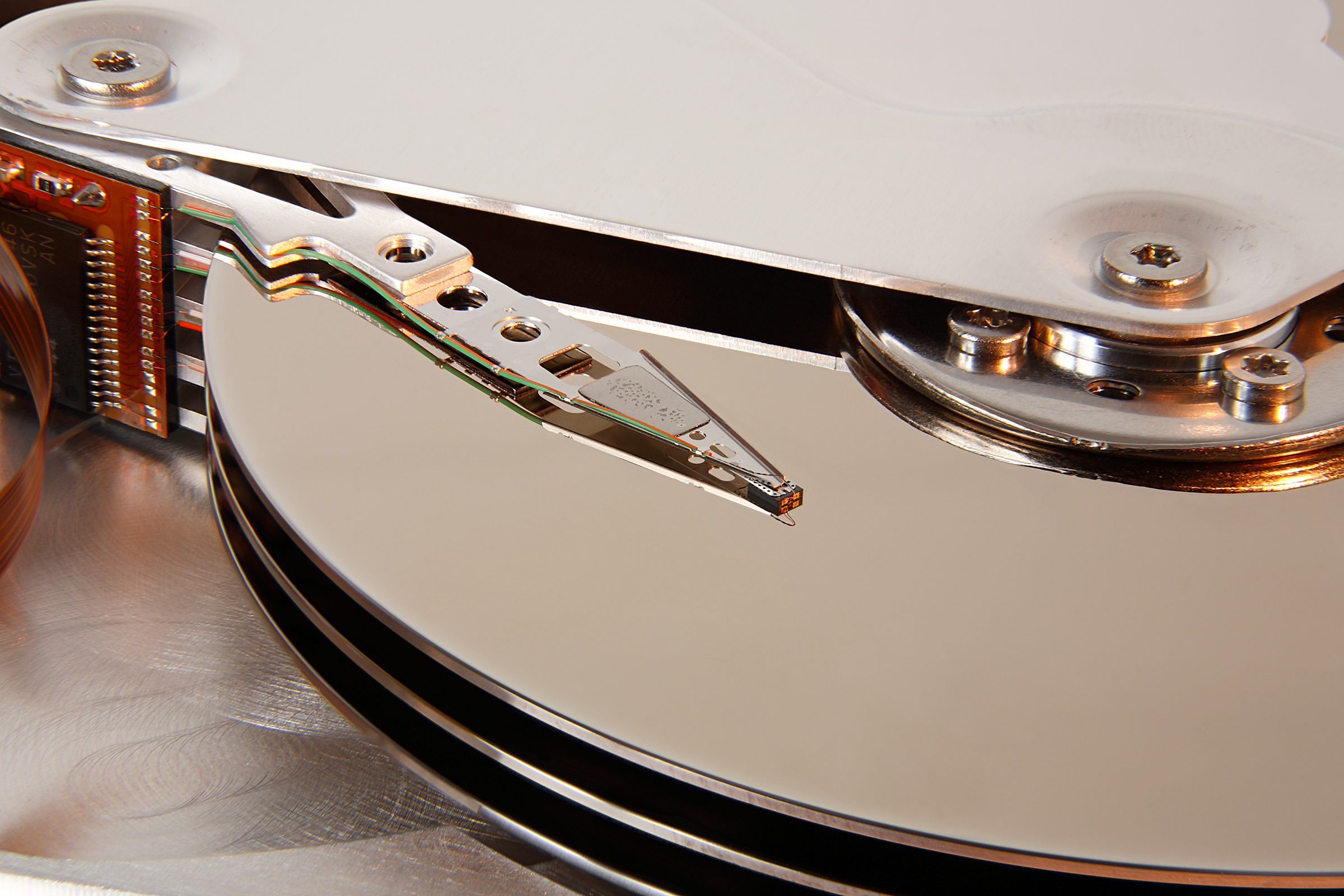

استرجاع المعلومات أو استحضار المعلومات (بالإنجليزية: Information retrieval)‏ هو أحد النظم الفرعية في نظام المعلومات ووظيفته الأساسية هي تخزين وإسترجاع المعلومات وفقا لإحتياجات مجتمع المستفيدين. ويمكن تعريفه أيضاً على أنه ((علم البحث عن الوثائق وعن المعلومات داخل الوثائق وعن البيانات الوصفية التي تصف الوثائق، بالإضافة إلى البحث في قواعد البيانات وشبكة الانترنت)).
هناك لفض شائع بين كل من: إسترجاع البيانات وإسترجاع الوثائق وإسترجاع المعلومات وإسترجاع النصوص، ولكن لكل منها كيانه العلمي الخاص ونظرياته وتقنياته.
شهدت نظم إسترجاع المعلومات تطورات عديدة منذ ظهورها حتى الوقت الحاضر وتزايد استخدام مصطلح نظم المعلومات منذ انتشار واستخدام تقنيات الحاسبات والإتصالات معلومات.
مدى الحاجة إلى نظم المعلومات:-
1-زيادة الإنتاج الفكرى.2-تعددلغات النشر.3-تشابك الموضوعات.4-تعدداشكال مصادر المعلومات. 5-تعددالناشرين.6-عجزالمستفيدين عن الملاحقة.

## تاريخ
ان فكرة استخدام الحاسب الآلي للبحث عن المعلومات قد نشرت في إحدى مقالات فنيفار بوش في عام 1945 تحت عنوان كما قد نتصور As We May Think. ان أول أنظمة استرجاع للمعلومات تعمل اتوماتيكيا كانت في الخمسينات والستينات من القرن العشرين. وبحلول 1970 العديد من التقنيات المختلفة تم اثبات انها تؤدي بشكل فعال مع ذخائر النصوص (Corpora) الصغيرة مثل مجموعة كرانفيلد (بضعة آلاف من الوثائق). مع ذلك بدأ استخدام أنظمة الاسترجاع التي تبحث في كميات معلومات اوسع أو أكبر في أوائل السبعينات. ومن امثلة أنظمة الاسترجاع واسعة النطاق المستخدمة في تلك الآونة نظام لوكاهيد دايلوج.
وفي عام 1992 قامت إدارة الدفاع الأمريكية بالتعاون والاشتراك مع المعهد الوطني للمعايير والتكنولوجيا (بالإنجليزية: NIST)‏ بدعم ورعاية مؤتمر استرجاع المعلومات (بالإنجليزية: TREC)‏ كجزء من برنامج تيبستر النصي. وكان الهدف من هذا هو مساعد مجتمع استرجاع المعلومات وذلك بأمداده بالبنى التحتية التي يحتاجها لتقييم الطرق والاساليب الجديدة على مجموعات نصية كبيرة الحجم جدا. وهذا بالتالي حفز البحث في الأساليب التي تتميز بمعالجة كميات نصية كبيرة. كذلك ظهور محركات البحث على الإنترنت كان محفزا كبيرا لأنظمة استرجاع المعلومات التي تعالج كميات نصية كبيرة.
ان استخدام الطرق الرقمية لتخزين واسترجاع المعلومات قاد إلى ظاهرة التكهين الرقمي، والتي تعني ان يكون المصدر الرقمي لم يعد مقروءاً بسبب ان الوسيط الصلب أو القارئ أو المكونات الصلبة أو الحزم الإلكترونية لم تعد متوفرة.

## التسلسل الزمني لتطور استرجاع المعلومات

### قبل العقد1900
- ما بين 1880 و1890: هلمان هوليرث اخترع تسجيل البيانات على وسائط مقروءة بواسطة ماكينات معينة
في 1890: بطاقات هوليرث وماكينات البطاقات المثقوبة اِستُخدِمَت لمعالجة البيانات.

### ما بين العقدين 1940 و1950
- أواخر الأربعينيات: الجيش الأمريكي يواجه مشكلة في تخزين واسترجاع الوثائق البحث العلمية المتعلقة بالحرب المأخوذة من الالمان
في عام 1945: ظهرت مقالة فنيفار بوش كما قد نتصور As We May Think في مجلة اتلانتك منثلي ونظام استرجاع المعلومات هو مجموعه من الإجراءات المميكنه عاده تستخدم في الرجوع إلى البيانات التي تحويها الوثائق وتكشيف تلك البيانات واختزانها بطريقه يمكن استعادتهاعند الطلب...
في عام 1947: بدأ هانز بتر لوهنز (مهندس أبحاث في أي بي ام) بميكنة نظام قائم على البطاقات المثقوبة لاستخدامها في البحث عن المركبات الكيميائية.
في الخمسينيات اهتمام متزايد في الولايات المتحدة من «الفجوة العلمية» مع اتحاد الجمهوريات الاشتراكية السوفياتية ذات الدوافع، وشجع التمويل، وقدمت خلفية عن نظم البحث المميكنة للمواد المطبوعة (آلن وآخرون كينت) واختراع فهرسة الاقتباس (يوجين غارفيلد).
في 1950 تم صياغة المصطلح «استرجاع البيانات» بواسطة العالم كيلفن مورس.
في العام 1951: أجرى فيليب باجلي أول تجربة في استرجاع الوثائق المحوسبة في أطروحة ماجستير في معهد ماساتشوستس للتكنولوجيا.[4]
في العام 1955: انضم الين كينت إلى جامعة كيس وسترن ريسرف، وأصبح في نهاية المطاف المدير المساعد لمركز الوثائق وبحوث الاتصالات. وفي نفس السنة، قام كينت وزملاؤه بنشر بحث في الوثائق الأميركية يوصفت بدقة مقياسي الدقة والاستجابة (Recall and Precision)، فضلا عن تفاصيل لمقترح «إطار» لتقييم نظام استرجاع المعلومات، التي تشمل أساليب أخذ العينات الإحصائية لتحديد عدد من الوثائق ذات الصلة التي لم يتم استردادها.
في 1958: المؤتمر الدولي للمعلومات العلمية واشنطن العاصمة تضمن النظر في نظم استرجاع المعلومات كحل للمشاكل التي تم تحديدها. انظر: وقائع المؤتمر الدولي للمعلومات العلمية، 1958 (الأكاديمية الوطنية للعلوم، واشنطن العاصمة، 1959)
في 1959: قام هانز بتر لوهنز بنشر «الترميز الالي للوثائق لسترجاع المعلومات».

### العقد 1960
- في أوئل الستينيات: بدأ جيرار سالتون العمل على استرجاع المعلومات في جامعة هارفارد، في وقت لاحق انتقل إلى جامعة كورنيل.
في عام 1960: ملفين ايرل (بيل) مارون وجون لاري كوهينز[5] نشروا «في التعلق، والفهرسة الاحتمالية، واسترجاع المعلومات»، في مجلة إيه سي إم 7 (3):216 - 244، 1960 تموز / يوليو.
عام 1962:
  - نشرت سيريل جورج كليفردون النتائج المبكرة لدراسات كرانفيلد، وتطوير نموذج لتقييم نظام لاسترجاع المعلومات. انظر: جورج كيرلس كليفردون، «تقرير عن اختبار وتحليل للتحقيق في مقارنة الكفاءة للأنظمة الفهرسة». مجموعة كرانفيلد للملاحة الجوية، كرانفيلد، بريطانيا، عام 1962.
  - نشر كينت «تحليل المعلومات واسترجاعها».

عام 1963:
  - تقرير واينبرغ «العلم والحكومة والمعلومات» أعطى التعبير الكامل لفكرة وجود «أزمة المعلومات العلمية.» واختير اسم التقرير بعد الدكتور ألفين واينبرغ.
  - جوزيف بيكر وروبرت مايو هايز نشروا «النصوص في استرجاع المعلومات». بيكر وهايز نشروا أيضاً «تخزين المعلومات واسترجاعها: الأدوات والعناصر والنظريات»، نيويورك، وايلي (1963).

عام 1964:
  - انهت كارين سبارك جونز أطروحتها في كامبردج، التصنيف الترادفي والدلالي، واستمرت في العمل في مجال اللغويات الحاسوبية من حيث افادته لمجال استرجاع المعلومات.
  - قام المكتب الوطني للمعايير برعاية ندوة بعنوان «طرق الارتباط الإحصائي للتوثيق الآلي». ولقد تم نشر عدة أبحاث هامة للغاية، منها مرجع جرارد سالتون الأول (نحن نؤمن) لنظام سمارت.

في منتصف الستينيات:
  - طورت المكتبة الوطنية للطب نظام مدلارز MEDLARS (نظام تحليل واسترجاع المواد والوثائق الطبية)، وهي أول قاعدة بيانات كبيرة مقروءة آلياً، ونظام استرجاع بالجملة (batch-retrieval system).

### التعلم العميق ونظم استرجاع المعلومات
بعد ثورة التعلّم العميق (Deep Learning) والشبكات العصبونية (Neural Network)، ظهرت عدة أبحاث وتطبيقات لنظم استرجاع المعلومات في هذا المجال، حيث تقوم النماذج التي تستخدم هذه الطريقة باستثمار شبكات التعلّم العميق بترتيب نتائج البحث كاستجابة إلى استعلام المستخدم (User's query) مرتبة من الأكثر ملائمة للمعلومات التي يبحث عنها المستخدم حتى الأسوأ.
وتوجد العديد من نظم المعلومات المختلفه منها على سبيل المثال:
- نظم إدارة قواعد البيانات
- نظم المعلومات الإدارية
- نظم دعم اتخاذ القرار
- نظم الإجابة عن الأسئلة
- نظم المعلومات الجغرافية
- نظم استرجاع المعلومات أو نظام المعلومات الببليوجرافى.
- نظم استرجاع الصور ومقاطع الفيديو.